# 惡魔棍

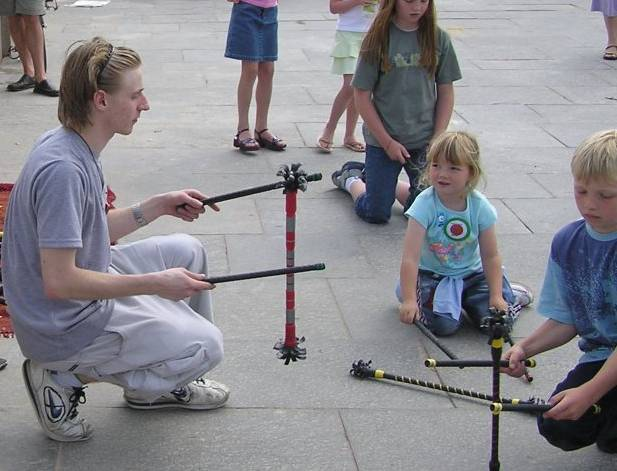
利用花棍學習「鐘擺」對大部分的小孩來說不難。

惡魔棍（Devil Stick，或也經常合起來寫成Devilstick）是屬於雜技中的操控技的一種道具，在中國過去因為兩端有加上緞帶、狀如花朵，故稱為「花棍」（英文中也稱這種有加緞帶的惡魔棍為Flowerstick），又俗稱「三枝棍」，因為總共是有三枝棍子。一組惡魔棍是由兩根控制用的短棍和一根主要表演的長棍所構成。英文中雖然稱為「Devil Stick」，但其由來與神話或宗教中的惡魔較無關係，一般認為其字源是源自希臘文中的「Devil」、「Dallo」或「Diabllo」，意為「拋擲」。
惡魔棍和花棍的玩法相同，招式也幾乎都相通，所以兩者都可以用「惡魔棍」泛稱之。正式的惡魔棍有經過特殊設計使得操縱和平衡較佳，然而，對於惡魔棍極為擅長的人往往只要隨便的三枝近似棍狀物就可以玩許多同樣的花招，例如掃把、收起來的雨傘、甚至路障。

## 結構
惡魔棍的主棍通常長約60到120公分，而兩根控制桿通常為1公分粗、30到50公分長。無論是惡魔棍或花棍，兩者的主棍的主要質量都分佈在兩端，其中惡魔棍是做成中央較細、兩端較粗的形狀，而花棍則是一根直棍在兩端加上花狀飾物和額外重量。這樣做的用意是為了增加轉動慣量而使得道具較好操作。一般而言，花棍因為有花狀裝飾物的設計能夠減慢旋轉的速度，而且經常被設計得摩擦力極大，通常被認為比較適合初學者使用，而惡魔棍則速度快且較滑，若一開始就直接使用可能會頗難上手。
惡魔棍跟花棍的主棍通常都是木製或塑膠製材質，有些外圍會包覆上摩擦性較強的材質以使控制更容易；部分的花棍甚至會纏上數層的布和繩索並塗上黏性物質，使得棍身在接觸控制桿時有一種幾乎黏在上面的觸感。有些惡魔棍兩端有蕊可以塗上油之後點火，變成火焰惡魔棍，這種惡魔棍經常是金屬材質。
控制桿一般是木製，外圍常包上一層橡膠管以增加摩擦力。

## 基本玩法
惡魔棍的主棍是利用兩根控制桿輪流地敲擊（或者，也許用「提起」形容會更為貼切）使得它維持旋轉在空中，這就是惡魔棍當中最基本的動作，稱為「鐘擺（Pendulum）」或「停滯（Idle）」。此時控制桿跟主棍的接觸點大約在從上面數來四分之一主棍長的位置，每一次的碰擊都使得主棍往反方向旋轉，使得它來回擺動並在空中維持一定的高度。
鐘擺是非常重要的動作，因為幾乎所有高難度動作都是以它為基礎。
「直昇機（Helicopter）」是一種變化招式，即主棍是水平地打轉，此時控制桿必須前後推拉並同時維持主棍的高度。「螺旋槳（Propeller）」是相當著名的一招，其中表演者只用一根控制桿操縱主棍，讓主棍看起來彷彿黏在控制桿上面一直繞著它旋轉。進階的玩家還能讓主棍在他身上每一個角落打轉，或著跟獨輪車和其他平衡系道具結合。某些高手甚至可以同時操縱兩根主棍。

## 歷史
惡魔棍的歷史相當悠久，根據考據，其最早的發源地應是在西元前三千多年的的非洲，而在古埃及的墳墓中就已經出現過疑似今天惡魔棍表演的壁畫。學者認為，在那之後這種棍技表演可能是從埃及經由絲路傳到了中國。

## 現代惡魔棍
現代的一些惡魔棍為了安全，兩端有較軟的材質，因為在操作某些高難度的快速招式時主棍很有可能會打到自己。
很多廠牌生產了各種不同裝飾華麗的惡魔棍，並以不同的名稱對一般民眾販售，包括Quick Stix、Crystal Stix、Hippie Sticks、Equilibristicks和Trick Sticks等等。雖然商標名稱不同，但是基本上都是同樣的東西。
隨著新的材質跟製造技術的發展，雜技師跟工匠們一起設計了「現代惡魔棍」，使得它們更耐用，更方便攜帶，並使得它們能夠完成許多過去不可能或極困難的動作。一般相信隨著製造技術與材質的繼續提升，惡魔棍也會繼續進化下去。
在與西方雜技文化接觸較頻繁的地區，包括日本在內，專業用的惡魔棍已經非常普及於民間，並在某些人之間成為時髦的流行遊戲；而在北京，則也有一些長者仍舊稟持著傳統技術，在沒有特殊打造的惡魔棍的情況下隨性拿起三根木棍就玩起他們「三枝棍」的遊戲，這在當地是常見的景象。

## 團體活動
雖然惡魔棍表演乍看起來是個單人表演藝術，但也很多團體活動是這些玩家們可以一起進行的：

### 傳接
即二或多個玩家一起在他們之間拋傳主棍，可能是共同使用一根主棍，或者他們每個人都同時將自己的主棍傳給下一個人。

### 玩到掉為止
「玩到掉為止」是一群玩家共用一個主棍，正在玩的人企圖挑戰高難度的動作，直到他掉了主棍為止；而當他掉了之後，就將道具交給下一個人，下一個人必須做出更難的動作。這是較勁的遊戲，而每一輪都至少必須維持數秒。其結果是：
- 就算只有一組棍子，也能每個人都玩得到。
- 每個人都目睹別人挑戰極限，而且新的招式經常從「錯誤」中誕生，或隨著另一個玩家的企圖而生。
- 每個人都能有休息的時候，畢竟在極限的邊緣遊走是非常耗費精力的。

### 合體技
跟丟擲技中的合體技類似，兩個玩家肩並著肩站在一起面對同一個方向，各自拿著一根控制桿，一起玩惡魔棍。每個人都只要出一半的力氣。

### 棍戰
- 「單打獨鬥」：二或多個玩家都試著用他們自己的主棍把對方的主棍敲落地面，當然同時必須設法維持讓自己的主棍不能落地。有的時候也允許可以用控制桿攻擊對手；通常第一個落地的就算輸。
- 「團體對戰」：跟上面類似，不過每一方各自有一派人馬。如果一隊的成員全部陣亡就算輸。
- 「惡魔武鬥」：兩個參賽者站在圈內，用惡魔棍打擊對方的身體，每打到一下得一分，先奪得一定分數的算贏。可以用惡魔棍去打落對方的主棍，但是不能用身體碰觸對方的主棍，也不能用主棍打對手的頭，不然算犯規，犯規達到一定次數判輸。如果主棍落地，就損失一分，玩家可以撿起主棍並重新開始。只有技巧達到一定程度的玩家才建議玩這種遊戲。

## 外部連結
- 簡易馬戲惡魔棍教學
- Devilstick.de （页面存档备份，存于）這個網站有許多招式的教學，大部分都有附上動畫。
- Stixguru.com （页面存档备份，存于）這個網站有很多高品質的影片示範和許多由花棍完成的招式。
- Devilsticking.org （页面存档备份，存于）這個社群是為惡魔棍玩家設立。
- Devilstick.org （页面存档备份，存于）這個網站有很多招式的介紹，惡魔棍販售者的連結，和「惡魔棍問答集」。